# Santos Mártires de Uganda en Poggio Ameno (título cardenalicio)
Santos Mártires de Uganda en Poggio Ameno es un título cardenalicio de la Iglesia Católica. Fue instituido por el papa Juan Pablo II en 1988.

## Titulares
- Christian Tumi (28 de junio de 1988 - 3 de abril de 2021)
- Peter Ebere Okpaleke (27 de agosto de 2022)